# Siarhiej Jasinski
Siarhiej Michajławicz Jasinski (biał. Сяргей Міхайлавіч Ясінскі, ros. Сергей Михайлович Ясинский, Siergiej Michajłowicz Jasinski; ur. 7 stycznia 1965 w Witebsku) – białoruski piłkarz występujący na pozycji pomocnika, trener piłkarski.

## Kariera klubowa
Wychowanek akademii SDJuSzOR-6 Witebsk z rodzinnego Witebska. Karierę seniorską rozpoczął w 1982 roku w występującej w III lidze Związku Radzieckiego drużynie Dźwiny Witebsk. W zespole tym grał do 1988 roku, w międzyczasie odbywając służbę wojskową, podczas której grał w Trudzie Mołodeczno, Dinamo-d Mińsk i Torpedo Mogilow. Od 1989 roku był on piłkarzem SKB Witebsk, w barwach którego - już pod nazwą SKB-Lakamatyu - rozpoczął w sezonie 1992 występy w nowo powstałej białoruskiej Wyszejszajej Lidze.
Jesienią 1992 roku Jasinski przeniósł się do Jagiellonii Białystok trenowanej przez Ryszarda Karalusa. 7 października 1992 zadebiutował w I lidze w przegranym 2:3 spotkaniu z Szombierkami Bytom. Po zakończeniu rundy jesiennej sezonu 1992/93 odszedł z klubu. Ogółem w polskiej ekstraklasie rozegrał on 4 spotkania, nie zdobył żadnej bramki. Od 1993 roku występował on w klubach białoruskich: Lakamatyu Witebsk, Tarpiedzie Mohylew oraz Dźwinie Witebsk, skąd wypożyczano go do izraelskiego Shimshon Tel Awiw oraz Energetyku Nowołukoml.
Na początku 1997 roku został graczem Écker-Stadler FC prowadzonego przez Isztwana Szandora. 1 marca 1997 zadebiutował w NB I w wygranym 2:1 meczu przeciwko Békéscsabai Előre FC. Ogółem w węgierskiej ekstraklasie rozegrał 17 spotkań i zdobył 4 bramki. W latach 1997– 1998 występował w Dinama-Energogaz Witebsk, z którym wywalczył awans do Pierszajej Lihi. W latach 1999– 2000 grał w klubie Aziarcy Głębokie, po czym zakończył karierę zawodniczą.

## Kariera trenerska
Karierę trenerską rozpoczął jako grający trener zespołów Dinama-Energogaz Witebsk oraz Aziarcy Głębokie. W latach 2001– 2005 prowadził Lakamatyu-2 Witebsk i zajmował się jednocześnie drużynami młodzieżowymi tego klubu. W 2005 roku objął posadę szkoleniowca pierwszego zespołu, z którym rok później awansował do białoruskiej ekstraklasy. W drugiej połowie 2006 roku prowadził Orsza-Bieławtoserwis Orsza (Druhaja Liha). Następnie pracował w FK Homel jako asystent pierwszego szkoleniowca oraz prowadził przez krótki okres Lakamatyu Mińsk oraz Sławiję Mozyrz.
Latem 2009 roku Jasinski zastąpił Emila Carasa na stanowisku trenera FC Tiraspol. W grudniu tego samego roku odszedł z klubu i wyjechał do Kazachstanu, gdzie pracował jako asystent Anatola Jurewicza w Akżajyku Orał i Ordabasach Szymkent. W latach 2011– 2014 trenował PMC Postawy, gdzie prowadził również akademię piłkarską. W 2014 roku objął zespół FK Witebsk-2. W lipcu 2015 roku przejął obowiązki tymczasowego trenera FK Witebsk, natomiast miesiąc później władze klubu mianowały go pierwszym szkoleniowcem.